# Château de Duart
Le château de Duart (en anglais Duart Castle ; en gaélique écossais Caisteal Dhubhairt) est un château situé sur la côte ouest de l'Écosse sur l'île Mull, dans la région administrative de l'Argyll and Bute. Il date du XIIIe siècle. Au XVIIIe siècle, le château d'origine avait été détruit par les Anglais et tombait en ruine.
Sir Fitzroy Mac-Lean, 26e chef du clan, restaura la forteresse et lui donna son apparence actuelle en 1912.
L'astéroïde (15214) Duart est nommé en son honneur.